# Misologie
Misologie (von griech.: misologia) bezeichnet allgemein die Ablehnung von vernünftig-logischem Denken. Als Problem findet sich dies bereits in Platons Phaidon, der darauf verweist, dass rechthaberische Argumente und logische Täuschungen, wie sie in der Eristik verwendet werden, den Getäuschten am Ende an der Vernunft zweifeln lassen.
Nach Immanuel Kant (vgl. Logik, Einleitung, Abschnitt III) ist die Misologie ein philosophischer Standpunkt, der sich zwar auf die Weisheit als oberstes Ziel der Philosophie beruft, die Wissenschaft aber ablehnt. Misologie – so Kant – entspringt einerseits der Leerheit wissenschaftlicher Erkenntnisse und einer daraus folgenden Eitelkeit, andererseits auch einer Unbefriedigung in Bezug auf die wissenschaftliche Tätigkeit. In der Grundlegung zur Metaphysik der Sitten übersetzt Kant „Misologie“ selbst mit „Haß der Vernunft“ (Immanuel Kant: AA IV, 395).
Kant beschreibt in der Grundlegung zur Metaphysik der Sitten, dass Misologie dann folgt, wenn „eine kultivierte Vernunft sich mit der Absicht auf den Genuß des Lebens und der Glückseligkeit abgibt“. Diesen Schluss begründet er damit, dass je mehr sich die Vernunft mit der Glückseligkeit  befasst, das Bewusstsein entsteht, dass der Vorteil, den sie von den Künsten und der Wissenschaft erwartet, mehr Mühseligkeit als Glückseligkeit ist und die Glückseligkeit viel näher „unter der Leitung des bloßen Naturinstinkts“ ist. Der Weg zur Glückseligkeit wird also viel weiter durch Vernunftgebrauch, als durch Instinktgebrauch. Diese Argumentation folgt nach der Festlegung, dass Glückseligkeit nicht der Zweck des Menschen, den die Natur demselben auferlegt hat, sein kann. Kant setzt die Gefahr der Misologie zur Unterstreichung dieser These ein, die Vernunft sei – im Gegensatz zum Instinkt – zu etwas viel würdigerem geschaffen, als zur Herbeiführung von Glückseligkeit.
Demgegenüber bestimmt Kant das Verhältnis von Weisheit und Wissenschaft positiv. „Denn Wissenschaft hat einen innern wahren Wert nur als Organ der Weisheit.“ Er fügt aber hinzu, dass auch die Weisheit ohne die Wissenschaft nicht auskommt, sondern ohne sie zu einem bloßen „Schattenriss einer Vollkommenheit“ wird, „zu der wir nie gelangen werden.“